# Albești-Paleologu
Albești-Paleologu község és falu Prahova megyében, Munténiában, Romániában. A hozzá tartozó települések: Albești-Muru, Cioceni és Vadu Părului.

## Fekvése
A megye középső részén található, a megyeszékhelytől, Ploieștitől, tizennyolc kilométerre keletre, a Cricovul Sărat folyó mentén.

## Története
A 19. század végén a község Prahova megye Cricovul járásához tartozott és csupán Albești-Paleologu faluból állt, 811 lakossal. A község tulajdonában volt egy 1799-ben felszentelt templom és egy, a 19. század közepén alapított iskola. Ezen időszakban Cioceni falu Tomșani községhez tartozott. Albești-Muru és Vadu Părului falvak pedig Albești-de-Mur községet alkották.
1925-ben Albeștii-Mur községben 1782 fő élt, Albeștii-Paleologu lakossága pedig 1112 fő volt.
1938-ban mindkét községet Prahova megye Urlați járásához csatolták.
1950-ben közigazgatási átszervezés alapján, a Prahova-i régió Urlați rajonjához kerültek, majd 1952-ben a Ploiești régió Mizil rajonjához csatolták őket. 
1968-ban ismét megyerendszert vezettek be az országban, Albești-Paleologu az újból létrehozott Prahova megye része lett. Albești-de-Mur községet felszámolták és Albești-Paleologu-hoz csatolták, akár csak Cioceni falut Tomșani községtől.

## Lakossága
| Nemzetiségek | 2002 | 2002   |
| ------------ | ---- | ------ |
| Románok      | 5793 | 99,98% |
| Törökök      | 1    | 0,02%  |
| Összesen     | 5792 | 100,0% |